# Podarcis vaucheri
Podarcis vaucheri là một loài thằn lằn trong họ Lacertidae. Loài này được Boulenger mô tả khoa học đầu tiên năm 1905.

## Hình ảnh

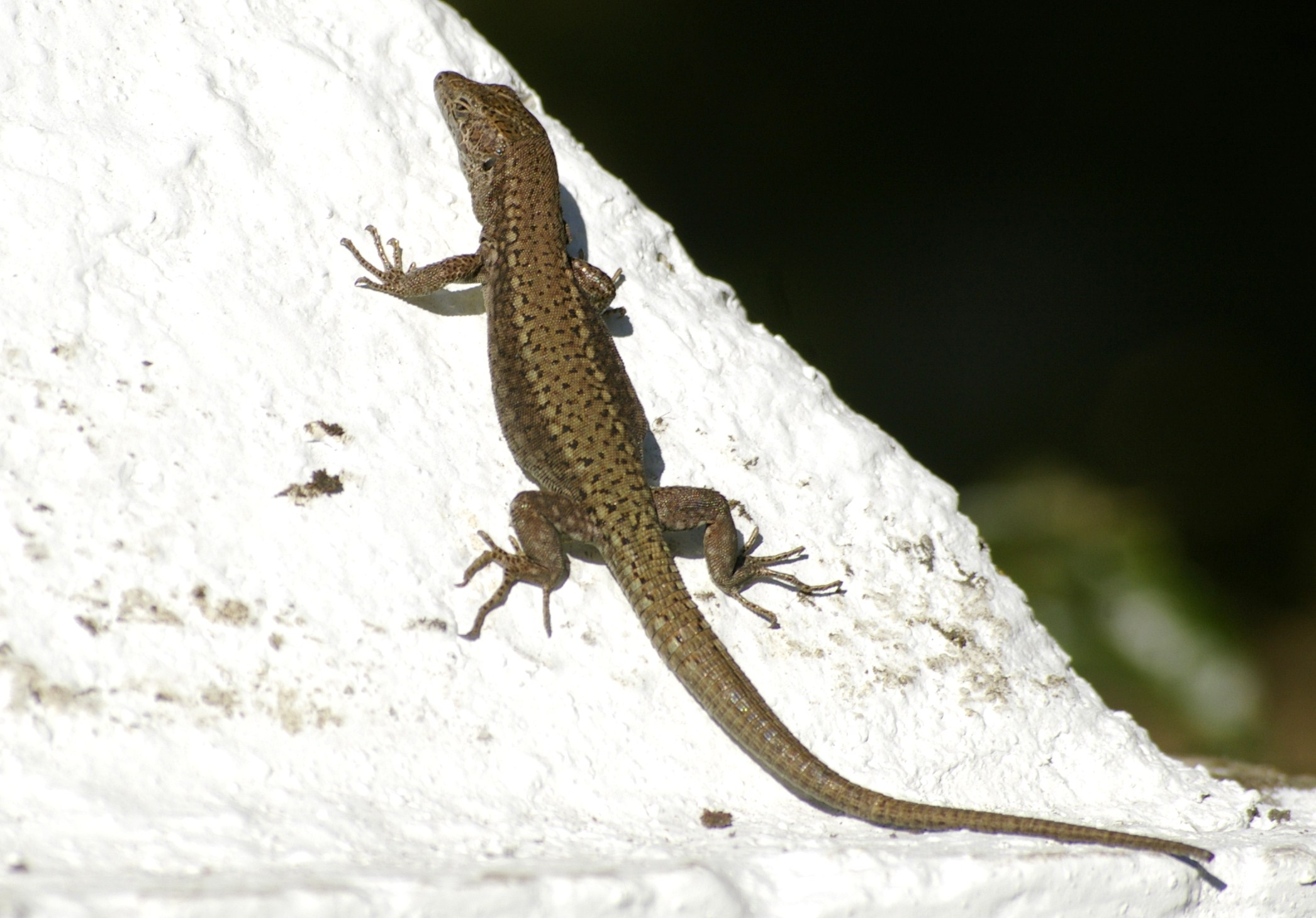
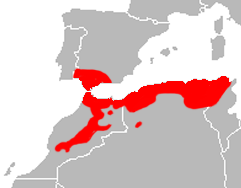